# Edvin Jurišević
Edvin Jurišević (Rijeka, 7. lipnja 1975.), hrvatski je nogometni sudac koji živi i radi u SAD-u.
Rođeni Rječanin, pohađao je Sušačku gimnaziju i prošao sve sekcije omladinskog pogona HNK Rijeke.
U Sjedinjene Države dolazi na studentsku razmjenu kako bi stekao sudačko iskustvo u srednjoškolskim i sveučilišnim utakmicama te u Područnoj ligi Nebraske.
Ubrzo je napredovao pa naslov nacionalnog suca dobiva 2008. godine te je otada član elitne dvanaestorice sudaca koji sude u MLS-u. Fifinu licencu dobio je 2010. godine te je otada predstavnik SAD-a na Fifinom popisu međunarodnih sudaca.
Sudio je Ligu prvaka CONCACAF-a, utakmice kvalifikacija za SP 2014. i 2018., utakmice izdanja Južnoameričkog kupa 2011. godine, brojne klupske i momčadske međunarodne i prijateljske utakmice. Osim u MLS-u, od 2011. povremeno sudi i utakmice North American Soccer League.
Uz suđenje, radi i kao softverski savjetnik. Oženjen je i ima kćer Anu.